# Viličasti baldahinar
Viličasti baldahinar (znanstveno ime Linyphia triangularis) je evropska vrsta pajka, ki so jo kasneje zanesli tudi v Severno Ameriko.

## Opis
Odrasli pajki dosežejo telesno dolžino do 6 mm. Glavoprsje viličesta baldahinarja je obarvano bledo rjavo in ima ob robovih temnejše lise, ki potekajo tudi po sredini. Na zadku ima nazobčano rjavo črto na beli podlagi in temne lise na robovih. Noge so sivo-rjave barve, na njih pa je veliko bodičastih izrastkov.

## Razširjenost
Vrsta je v Evropi pogosta. V ZDA so pajka prvič opazili 28. avgusta 1983 v zvezni državi Maine, kjer je zdaj pogost. Zelo velika populacija viličastega baldahinarja je tudi v Acadia National Parku in nekaterih obalnih krajih te zvezne države.

## Ekologija
Viličasti baldahinar je zelo prilagodljiva vrsta, ki lahko uspeva v rezličnih habitatih, običajno v nizki vegetaciji. Plete horizontalne mreže, na plen pa čaka na spodnji strani. Odrasli pajki so aktivni pozno poleti in jeseni.